# El Diario de El Paso
El Diario de El Paso es un diario bilingüe publicado en El Paso, Texas. El periódico fue fundado el 16 de mayo de 2005 por El Diario de Juárez. El diario tiene una circulación diaria de poco más de 20 000 copias (100 000 lectores) en El Paso. El periódico está enfocado en una audiencia compuesta por adultos jóvenes entre 18 y 35 años de edad de ascendencia hispana en El Paso.

## Historia
Sus antecedentes se remontan a 1982, cuando El Diario de Juárez ingresó a la comunidad empresarial de El Paso al abrir una pequeña oficina de ventas y circulación. La compañía se incorporó en Texas como Editora Paso del Norte, Inc. En el año 2000, El Diario empezó publicar una sección semanal con noticias de México, similar a lo que USA Today hace actualmente para los Estados Unidos.
El 29 de mayo de 2001, Editora Paso del Norte, Inc. adquirió el histórico edificio de 7 pisos de Southern Pacific en el centro de El Paso. El Bank of America ocupa los primeros dos pisos, y las oficinas corporativas de Editora es en el séptimo piso. Junto con el edificio principal, Editora adquirió un edificio de oficinas adyacente, dos estacionamientos y un estacionamiento de tres niveles.
En 2003, Editora adquirió otra propiedad en el 1801 Texas Avenue en el centro de El Paso, y comenzó a trabajar en el proyecto de lanzar un diario en El Paso, hecho que generó una guerra entre El Diario de Juárez y El Paso Times, en donde el primero acusó al segundo de tener una cobertura sesgada de lo que ocurría en Ciudad Juárez y poco enfocada a la comunidad hispana de El Paso, mientras este respondió con publicaciones en las que ligaban a Osvaldo Rodríguez Borunda (fundador y dueño de El Diario) con el crimen organizado. Finalmente, para el 16 de mayo de 2005, Editora lanzó El Diario de El Paso, que fue el primer diario en español en El Paso.
El 10 de noviembre de 2014. El Diario de El Paso lanzó el complemento, The New York Times International Weekly distribuido todos los lunes junto a El Diario de El Paso.

## Otras publicaciones
El Diario de El Paso forma parte de un grupo llamado "Publicaciones e Impresos Paso del Norte" que publica entre otros diversas publicaciones diarias, semanales, quincenales y mensuales como:
- Looking at El Paso: Semanario de entretenimiento y estilos de vida publicado los viernes en El Paso por El Diario.
- El Diario de Juárez: Diario cabecera del grupo de diarios dominante en el estado de Chihuahua, siendo el diario de mayor circulación en Ciudad Juárez.
- El Diario de Chihuahua: Diario que cubre las regiones centrales y del sur del estado de Chihuahua circulando principalmente en la ciudad de Chihuahua.